# Мінамі-Босо

35°2′36″ пн. ш. 139°50′25″ сх. д. / 35.04333° пн. ш. 139.84028° сх. д.
Міна́мі-Босо́ (яп. 南房総市, みなみぼうそうし, МФА: [mʲinamʲi boːsoː ɕi̥]) — місто в Японії, в префектурі Тіба.

## Короткі відомості
Розташоване в північній частині префектури, на півдні півострова Босо, на березі Тихого океану. З усіх боків оточує сусіднє Татеяма, з яким має тісні культурні зв'язки. Виникло на основі декількох сільських поселень раннього нового часу. Утворене 2006 року шляхом об'єднання містечок Томіура, Томіяма, Сірохама, Тікура, Маруяма, Вада і села Мійосі. Основою економіки є сільське господарство, рибальство. На території міського району Вада розташована єдина в регіоні Канто китобійна база. Станом на 1 жовтня 2008 площа міста становила 230,22 км². Станом на 1 січня 2009 населення міста становило 42 963 осіб.

## Персоналії
- Сессю Хаякава (1889-1973) — американський і японський актор.